# Deelnemers UEFA-toernooien IJsland
Onderstaande tabellen bevatten de deelnemers aan de UEFA-toernooien uit  IJsland.

## Mannen
NB Klikken op de clubnaam geeft een link naar het Wikipedia-artikel over het betreffende toernooi in het betreffende seizoen.
| Seizoen | Europacup I          | Europacup II                                                          | Jaarbeursstedenbeker                                    |                      |
| ------- | -------------------- | --------------------------------------------------------------------- | ------------------------------------------------------- | -------------------- |
| 1964/65 | KR Reykjavík         |                                                                       |                                                         |                      |
| 1965/66 | ÍB Keflavík          | KR Reykjavík                                                          |                                                         |                      |
| 1966/67 | KR Reykjavík         | Valur Reykjavík                                                       |                                                         |                      |
| 1967/68 | Valur Reykjavík      | KR Reykjavík                                                          |                                                         |                      |
| 1968/69 | Valur Reykjavík      | KR Reykjavík                                                          |                                                         |                      |
| 1969/70 | KR Reykjavík         | ÍB Vestmannaeyja                                                      | Valur Reykjavík                                         |                      |
| 1970/71 | ÍB Keflavík          | IB Akureyri                                                           | ÍA Akranes                                              |                      |
| Seizoen | Europacup            | Europacup II                                                          | UEFA Cup                                                |                      |
| 1971/72 | ÍA Akranes           | Fram Reykjavík                                                        | ÍB Keflavík                                             |                      |
| 1972/73 | ÍB Keflavík          | Víkingur Reykjavík                                                    | ÍB Vestmannaeyja                                        |                      |
| 1973/74 | Fram Reykjavík       | ÍB Vestmannaeyja                                                      | ÍB Keflavík                                             |                      |
| 1974/75 | ÍB Keflavík          | Fram Reykjavík                                                        | Valur Reykjavík                                         |                      |
| 1975/76 | ÍA Akranes           | Valur Reykjavík                                                       | ÍB Keflavík                                             |                      |
| 1976/77 | ÍA Akranes           | ÍB Keflavík                                                           | Fram Reykjavík                                          |                      |
| 1977/78 | Valur Reykjavík      | ÍA Akranes                                                            | Fram Reykjavík                                          |                      |
| 1978/79 | ÍA Akranes           | Valur Reykjavík                                                       | ÍB Vestmannaeyja                                        |                      |
| 1979/80 | Valur Reykjavík      | ÍA Akranes                                                            | ÍB Keflavík                                             |                      |
| 1980/81 | ÍB Vestmannaeyja     | Fram Reykjavík                                                        | ÍA Akranes                                              |                      |
| 1981/82 | Valur Reykjavík      | Fram Reykjavík                                                        | Víkingur Reykjavík                                      |                      |
| 1982/83 | Víkingur Reykjavík   | ÍB Vestmannaeyja                                                      | Fram Reykjavík                                          |                      |
| 1983/84 | Víkingur Reykjavík   | ÍA Akranes                                                            | ÍB Vestmannaeyja                                        |                      |
| 1984/85 | ÍA Akranes           | ÍB Vestmannaeyja                                                      | KR Reykjavík                                            |                      |
| 1985/86 | ÍA Akranes           | Fram Reykjavík                                                        | Valur Reykjavík                                         |                      |
| 1986/87 | Valur Reykjavík      | Fram Reykjavík                                                        | ÍA Akranes                                              |                      |
| 1987/88 | Fram Reykjavík       | ÍA Akranes                                                            | Valur Reykjavík                                         |                      |
| 1988/89 | Valur Reykjavík      | Fram Reykjavík                                                        | ÍA Akranes                                              |                      |
| 1989/90 | Fram Reykjavík       | Valur Reykjavík                                                       | ÍA Akranes                                              |                      |
| 1990/91 | KA Akureyri          | Fram Reykjavík                                                        | FH Hafnarfjörður                                        |                      |
| 1991/92 | Fram Reykjavík       | Valur Reykjavík                                                       | KR Reykjavík                                            |                      |
| Seizoen | Champions League     | Europacup II                                                          | UEFA Cup                                                | Intertoto Cup        |
| 1992/93 | Víkingur Reykjavík   | Valur Reykjavík                                                       | Fram Reykjavík                                          |                      |
| 1993/94 | ÍA Akranes           | Valur Reykjavík                                                       | KR Reykjavík                                            |                      |
| 1994/95 |                      | ÍB Keflavík                                                           | FH Hafnarfjörður ÍA Akranes                             |                      |
| 1995/96 |                      | KR Reykjavík                                                          | FH Hafnarfjörður ÍA Akranes                             | ÍB Keflavík          |
| 1996/97 |                      | KR Reykjavík                                                          | ÍA Akranes ÍB Vestmannaeyja                             | ÍB Keflavík          |
| 1997/98 | ÍA Akranes           | ÍB Vestmannaeyja                                                      | KR Reykjavík                                            | Leiftur Ólafsfjörður |
| 1998/99 | ÍB Vestmannaeyja     | ÍB Keflavík                                                           | ÍA Akranes                                              | Leiftur Ólafsfjörður |
| Seizoen | Champions League     | UEFA Cup                                                              | Intertoto Cup                                           |                      |
| 1999/00 | ÍB Vestmannaeyja     | KR Reykjavík Leiftur Ólafsfjörður                                     | ÍA Akranes                                              |                      |
| 2000/01 | KR Reykjavík         | ÍA Akranes ÍB Vestmannaeyja                                           | Leiftur Ólafsfjörður                                    |                      |
| 2001/02 | KR Reykjavík         | Fylkir Reykjavík ÍA Akranes                                           | UMF Grindavík                                           |                      |
| 2002/03 | ÍA Akranes           | Fylkir Reykjavík ÍB Vestmannaeyja                                     | FH Hafnarfjörður                                        |                      |
| 2003/04 | KR Reykjavík         | Fylkir Reykjavík UMF Grindavík                                        | KA Akureyri                                             |                      |
| 2004/05 | KR Reykjavík         | FH Hafnarfjörður ÍA Akranes                                           | Fylkir Reykjavík                                        |                      |
| 2005/06 | FH Hafnarfjörður     | ÍB Keflavík ÍB Vestmannaeyja                                          | ÍA Akranes                                              |                      |
| 2006/07 | FH Hafnarfjörður     | ÍA Akranes Valur Reykjavík                                            | ÍB Keflavík                                             |                      |
| 2007/08 | FH Hafnarfjörður     | ÍB Keflavík KR Reykjavík                                              | Valur Reykjavík                                         |                      |
| 2008/09 | Valur Reykjavík      | FH Hafnarfjörður ÍA Akranes                                           | Fylkir Reykjavík                                        |                      |
| Seizoen | Champions League     | Europa League                                                         |                                                         |                      |
| 2009/10 | FH Hafnarfjörður     | Fram Reykjavík ÍB Keflavík KR Reykjavík                               |                                                         |                      |
| 2010/11 | FH Hafnarfjörður     | Breiðablik Kópavogur Fylkir Reykjavík KR Reykjavík                    |                                                         |                      |
| 2011/12 | Breiðablik Kópavogur | FH Hafnarfjörður ÍB Vestmannaeyja KR Reykjavík                        |                                                         |                      |
| 2012/13 | KR Reykjavík         | FH Hafnarfjörður ÍB Vestmannaeyja Þór Akureyri                        |                                                         |                      |
| 2013/14 | FH Hafnarfjörður ->  | FH Hafnarfjörður Breiðablik Kópavogur ÍB Vestmannaeyja KR Reykjavík   |                                                         |                      |
| 2014/15 | KR Reykjavík         | FH Hafnarfjörður Fram Reykjavík Stjarnan Garðabær                     |                                                         |                      |
| 2015/16 | Stjarnan Garðabær    | FH Hafnarfjörður KR Reykjavík Víkingur Reykjavík                      |                                                         |                      |
| 2016/17 | FH Hafnarfjörður     | Breiðablik Kópavogur KR Reykjavík Valur Reykjavík                     |                                                         |                      |
| 2017/18 | FH Hafnarfjörður ->  | FH Hafnarfjörður KR Reykjavík Stjarnan Garðabær Valur Reykjavík       |                                                         |                      |
| 2018/19 | Valur Reykjavík ->   | Valur Reykjavík FH Hafnarfjörður ÍB Vestmannaeyja Stjarnan Garðabær   |                                                         |                      |
| 2019/20 | Valur Reykjavík ->   | Valur Reykjavík Breiðablik Kópavogur KR Reykjavík Stjarnan Garðabær   |                                                         |                      |
| 2020/21 | KR Reykjavík ->      | KR Reykjavík Breiðablik Kópavogur FH Hafnarfjörður Víkingur Reykjavík |                                                         |                      |
| Seizoen | Champions League     | Europa League                                                         | Europa Conference League                                |                      |
| 2021/22 | Valur Reykjavík      | 0                                                                     | Breiðablik Kópavogur FH Hafnarfjörður Stjarnan Garðabær |                      |

### Deelnames
Aantal seizoenen
| 29x ÍA Akranes 29x KR Reykjavík 26x Valur Reykjavík 21x FH Hafnarfjörður 19x ÍB Vestmannaeyja 18x Fram Reykjavík 17x ÍB Keflavík | 07x Breiðablik Kópavogur 07x Fylkir Reykjavík 06x Stjarnan Garðabær 05x Víkingur Reykjavík 04x Leiftur Ólafsfjörður 02x KA Akureyri 02x UMF Grindavík 01x IB Akureyri 01x Þór Akureyri |

## Vrouwen
NB Klikken op de clubnaam geeft een link naar het Wikipedia-artikel over het betreffende toernooi in het betreffende seizoen.
| Seizoen | Women's Cup                            |
| ------- | -------------------------------------- |
| 2001/02 | KR Reykjavík                           |
| 2002/03 | Breiðablik Kópavogur                   |
| 2003/04 | KR Reykjavík                           |
| 2004/05 | KR Reykjavík                           |
| 2005/06 | Valur Reykjavík                        |
| 2006/07 | Breiðablik Kópavogur                   |
| 2007/08 | Valur Reykjavík                        |
| 2008/09 | Valur Reykjavík                        |
| Seizoen | Champions League                       |
| 2009/10 | Valur Reykjavík                        |
| 2010/11 | Valur Reykjavík · Breiðablik Kópavogur |
| 2011/12 | Valur Reykjavík · Þór/KA Akureyri      |
| 2012/13 | Stjarnan Garðabær                      |
| 2013/14 | Þór/KA Akureyri                        |
| 2014/15 | Stjarnan Garðabær                      |
| 2015/16 | Stjarnan Garðabær                      |
| 2016/17 | Breiðablik Kópavogur                   |
| 2017/18 | Stjarnan Garðabær                      |
| 2018/19 | Þór/KA Akureyri                        |
| 2019/20 | Breiðablik Kópavogur                   |
| 2020/21 | Valur Reykjavík                        |
| 2021/22 | Breiðablik Kópavogur Valur Reykjavík   |

### Deelnames
08x Valur Reykjavík
06x Breiðablik Kópavogur
04x Stjarnan Garðabær
03x KR Reykjavík
03x Þór/KA Akureyri
Albanië ·
Andorra ·
Armenië ·
Azerbeidzjan ·
België ·
Bosnië en Herzegovina ·
Bulgarije ·
Cyprus ·
Denemarken ·
Duitsland ·
Engeland ·
Estland ·
Faeröer ·
Finland ·
Frankrijk ·
Georgië ·
Gibraltar ·
Griekenland ·
Hongarije ·
Ierland ·
IJsland ·
Israël ·
Italië ·
Kazachstan ·
Kroatië ·
Kosovo ·
Letland ·
Liechtenstein ·
Litouwen ·
Luxemburg ·
Malta ·
Moldavië ·
Montenegro ·
Nederland ·
Noord-Ierland ·
Noord-Macedonië ·
Noorwegen ·
Oekraïne ·
Oostenrijk ·
Polen ·
Portugal ·
Roemenië ·
Rusland ·
San Marino ·
Schotland ·
Servië ·
Slovenië ·
Slowakije ·
Spanje ·
Tsjechië ·
Turkije ·
Wales ·
Wit-Rusland ·
Zweden ·
Zwitserland

Historie:
DDR ·
Joegoslavië ·
Saarland ·
Sovjet-Unie ·
Tsjecho-Slowakije